# Хуан де ла Куева
Хуан де ла Куева де Гароза (шп. Juan de la Cueva de Garoza; Севиља, 23. октобар 1543 — Гранада, октобар 1612) био је шпански песник и драматург ренесансе и Златног века.

## Биографија
Куева де Гароза је рођен у племићкој породици. Брат му је био архиђакон Гвадалахаре, а сам Куева живео је у Куенки, на Канарским острвима, те у Мексику од 1574. до 1577. године; по повратку у Шпанију, започео је своју каријеру драматурга.
Почетком 1579. године, почео је да пише позоришна дела. Његове комедије и трагедије, којих има укупно четрнаест, објављене су 1588. године, а сматрају се за најраније манифестације драматичних метода које је развио Лопе де Вега. Пошто више није налазио инспирацију у Сенеканским трагедијама, то јест у моделу писања, који је постао популаран у Шпанији, Куева је узео за своје теме питања националних легенди, историјске традиције, недавних победа и актуелности из савременог живота; ово спајање епских и реалних елемената, најавило је појаву шпанске романтичне драме 17. века.
Иако је ренесанса у „нови свет“ дошла преко италијанских утицаја које је у мексичку поезију увео Гутијере де Сетина, Хуан де ла Куева, заједно са Еухенијом Салазаром де Аларконом и Педро де Трехом спада у ред познатијих мексичких ренесансних писаца.